# Muskmyr
Muskmyr este o arie protejată (arie specială de conservare — SAC, sit de importanță comunitară — SCI) din Suedia întinsă pe o suprafață de 102,1 ha, integral pe uscat.

## Localizare
Centrul sitului Muskmyr este situat la coordonatele 56°56′15″N 18°11′51″E / 56.9374°N 18.1974°E.

## Înființare
Situl Muskmyr a fost declarat sit de importanță comunitară în ianuarie 1997 pentru a proteja un număr necunoscut de specii din flora spontană și fauna sălbatică aflate în arealul zonei. Situl a fost protejat și ca arie specială de conservare în martie 2011.

## Biodiversitate
Situată în ecoregiunea boreală, aria protejată conține 7 habitate naturale: Mlaștini alcaline, Pajiști uscate seminaturale și facies de acoperire cu tufișuri pe substraturi calcaroase (Festuco-Brometalia) (* situri importante pentru orhidee), Alvar nordic și șisturi calcaroase precambriene, Pășuni din zone de pădure fino-scandinave, Mlaștini calcaroase cu Cladium mariscus și specii de Caricion davallianae, Pajiști cu Molinia pe soluri calcaroase, turboase sau argilos-nămoloase (Molinion caeruleae), Taiga vestică.
La baza desemnării sitului se află un număr nedeclarat de specii protejate.
Pe lângă speciile protejate, pe teritoriul sitului au mai fost identificate 2 specii de nevertebrate.